# Коаксіальний

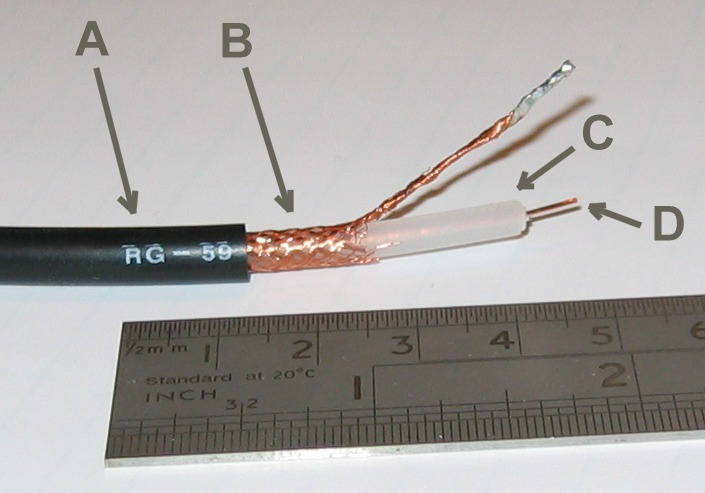
Коаксіальний кабель

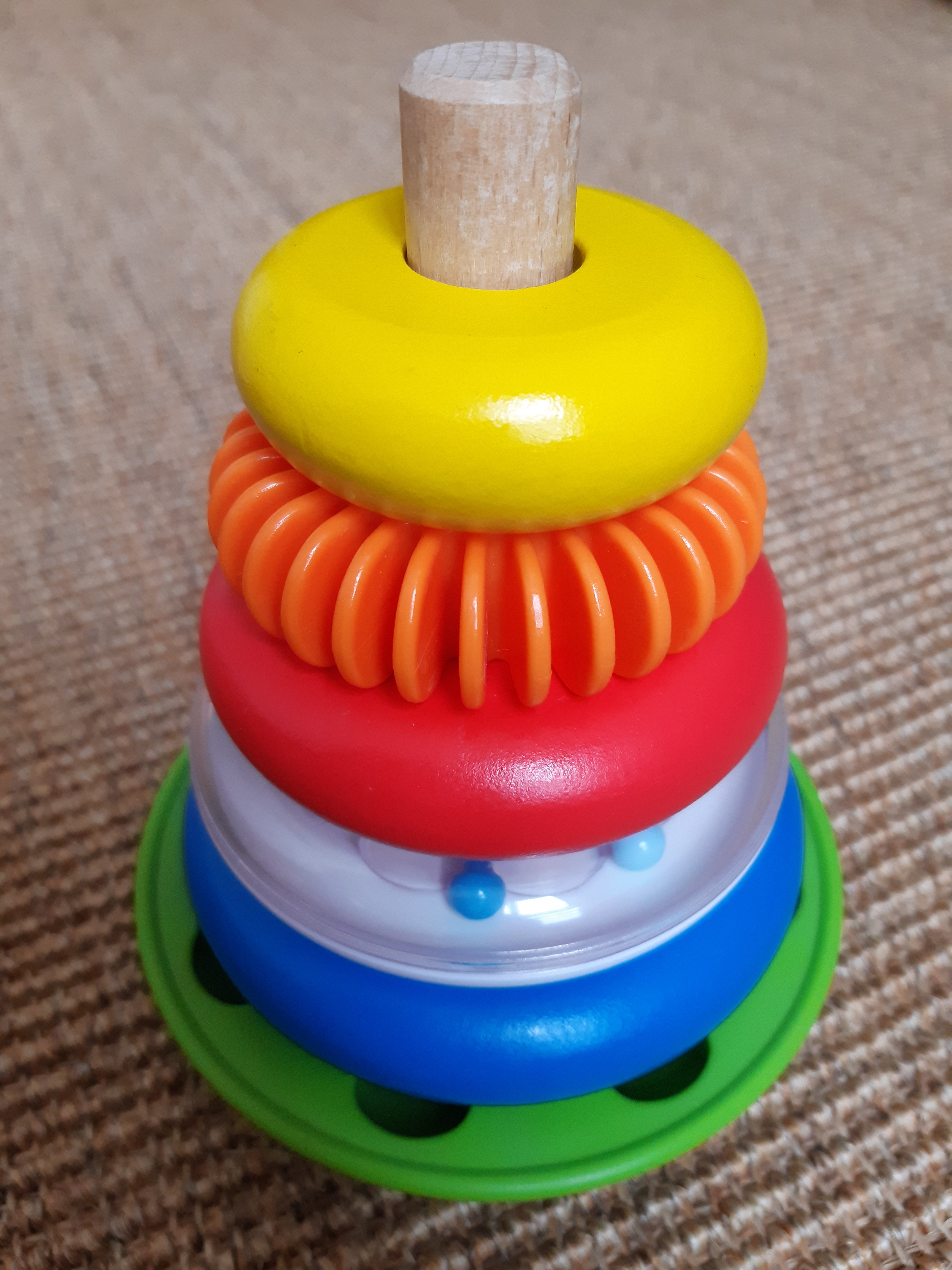
Коаксіальні «диски» навколо спільної осі

У геометрії коаксіальний означає, що дві або більше тривимірних лінійних форм мають спільну вісь. Таким чином, він концентричний у тривимірних, лінійних формах.
Коаксіальний кабель, як загальний приклад, являє собою тривимірну лінійну структуру. У ньому є дротяний провідник у центрі (D), зовнішній окружний провідник (B) та ізолююче середовище, яке називається діелектриком (C), що розділяє ці два провідники. Зовнішній провідник зазвичай обшитий захисною зовнішньою оболонкою з ПВХ (A). Усі вони мають спільну вісь.
Розміри та матеріал провідників та ізоляції визначають характеристичний опір та загасання кабелю на різних частотах.
У конструкції гучномовця коаксіальні динаміки — це система гучномовців, в якій окремі модулі драйверів випромінюють звук з тієї самої точки або осі.
Коаксіальне кріплення зброї розміщує дві зброї на [приблизно] одній і тій самій осі 0 оскільки зброя, як правило, знаходиться поруч або одна поверх іншої, вона технічно параксіальна, а не коаксіальна, однак відстані означають, що вони є ефективно співвісними щодо оператора.